# Maoriata magna
Espèce
Synonymes
- Ascuta magna Forster, 1956

Maoriata magna est une espèce d'araignées aranéomorphes de la famille des Orsolobidae.

## Distribution
Cette espèce est endémique de Nouvelle-Zélande. Elle se rencontre dans l'île du Sud.

## Description
Le mâle mesure 4,23 mm.

## Publication originale
- Forster, 1956  : New Zealand spiders of the family Oonopidae. Records of the Canterbury Museum, vol. 7, no 2, p. 89-169.